# カス郡区 (アイオワ州カス郡)
カス郡区は、アメリカ合衆国、アイオワ州、カス郡にある16の郡区の一つである。2000年の国勢調査で、人口は691人だった。

## 地理
カス郡区は、92.4平方キロメートル（35.67平方マイル)で、Lewisが含まれる。アメリカ地質調査所によると、この郡区はOakwoodとSmithの2つの霊園が含まれる。